# Cneo Fulvio Máximo Centumalo
Cneo o Gneo Fulvio Máximo Centumalo  fue legado del dictador Marco Valerio Corvus en la guerra etrusca, en el año 301 a. C., y cónsul en 298 a. C. con Lucio Cornelio Escipión Barbato, cuando obtuvo una brillante victoria sobre los samnitas cerca de Boviano, y después tomaron esta ciudad y Aufidena.
También parece que posteriormente obtuvo algunos éxitos en Etruria, debido a que los Fastos Capitolinos hablan de su triunfo en este año, celebrado sobre los samnitas y los etruscos.
En 295 a. C. se desempeñó como propretor en la gran campaña de los cónsules Quinto Fabio Máximo Ruliano y Publio Decio Mus, y obtuvo una victoria sobre los etruscos.
En los Fastos Capitolinos mencionan un dictador de ese nombre en el año 263 a. C., que puede ser el mismo, o su hijo.